# 3-아미노아이소뷰티르산
3-아미노아이소뷰티르산(영어: 3-aminoisobutyric acid) 또는 β-아미노아이소뷰티르산(영어: β-aminoisobutyric acid)은 티민의 이화작용에서의 대사 중간생성물이다. 3-아미노아이소뷰티르산은 β-유레이도프로피오네이스에 의해 β-유레이도아이소뷰티르산으로부터 생성된다.
운동을 하는 동안 PGC-1α 단백질의 증가는 운동 중인 근육으로부터 혈액으로 3-아미노아이소뷰티르산(사람 혈장에서 2~3µM의 농도)을 분비하도록 자극한다. 3-아미노아이소뷰티르산이 백색 지방조직에 도달하면, PPARα 수용체를 통해 열생성 유전자들의 발현을 활성화시켜 백색 지방조직의 갈색 지방조직으로의 변화를 유발한다. 3-아미노아이소뷰티르산 활성의 결과 중 하나는 3-아미노아이소뷰티르산의 표적 세포의 백그라운드 대사를 증가시킨다는 것이다.

## 같이 보기
- β-유레이도아이소뷰티르산
- β-유레이도프로피오네이스